# گرترود الس
گرترود الس (انگلیسی: Gertrude Elles; ۸ اکتبر ۱۸۷۲ – ۱۸ نوامبر ۱۹۶۰) یک دانشمند در زمینه زمین‌شناسی اهل بریتانیا بود. او عموماً به خاطر فعالیت علمی و تحقیقاتش دربارهٔ سنگ‌نگاشته به یاد آورده می‌شود. او همچنین برندهٔ جوایزی همچون نشان امپراتوری بریتانیا شده است.

## زندگی شخصی
گرترود الس در ۸ اکتبر ۱۸۷۲ به دنیا آمد. او کوچک‌ترین فرزند از شش فرزند بود و خانواده‌اش به او لقب «جی» را دادند. اطرافیانش به شدت دربارهٔ او صحبت می‌کردند و او را به عنوان یک علاقمند جدی به موسیقی توصیف می‌کردند که همیشه دانش خود را دربارهٔ جهان افزایش می‌دهد. خانواده الز هر سال برای شکار باقرقره به املاک مورنیش در نزدیکی کیلن سفر می‌کردند. در این تعطیلات خانوادگی، گرترود جوان عاشق اسکاتلند، به ویژه کوه‌های هایلند شد. عشق الس به زمین‌شناسی از طریق کاوش در فضای باز، بازدید از موزه‌ها و سفرهای میدانی شکل گرفت. اولین ورود جدی الس به حوزه زمین‌شناسی طی یک آموزش رسمی در دوره‌های دبیرستان ویمبلدون اتفاق افتاد که او از سال ۱۸۸۷ تا ۱۸۹۱ در آن تحصیل می‌کرد.
بر اساس آرشیو دیجیتالی ویمبلدون در سال ۱۸۹۷، جلد شماره ۲، شماره ۹، الز در سال ۱۸۹۶ با «قایق بخار» از سوئد دیدن کرد و مدتی در گوتنبرگ ماند و از آنجا به لوند، اسکانیا سفر کرد. در آنجا با یک غیر انگلیسی زبان آشنا و شروع به گسترش واژگان سوئدی خود کرد. زندگی در لوند با تجربیات او در انگلستان متفاوت بود، مانند صرف وعده‌های غذایی در ساعت ۹ صبح، ۳ بعد از ظهر و ۸ بعد از ظهر، احوالپرسی قبل از صرف غذا، و عدم وجود برنامه‌های فضای باز به دلیل آب و هوای سرد. زندگی بزرگسالی دکتر الس با فداکاری او برای کمک به دانش در زمینه زمین‌شناسی به یاد آورده می‌شود. او یک پیشگام برای زنان در این زمینه و الگویی تأثیرگذار برای محققان زن جوان بود. فعالیتهای او در طول زندگی‌اش خود و پس از آن همواره مورد تحسین بین‌المللی قرار گرفت. دکتر الز تا پایان عمرش مجرد ماند، اما ارتباطش را با خانواده خود حفظ کرد و اغلب در اسکاتلند با آنها ملاقات می‌کرد. در ۳۵ سال آخر زندگی او به‌طور فزاینده ای ناشنوا شد. او به اسکاتلند بازگشت، جایی که نهایتاً در سال ۱۹۶۰ درگذشت.

## تحصیلات
طبق مقالاتی از شماره‌های ۱۸۸۹–۱۸۹۱ مجله ویمبلدون، الز نقش فعالی در دبیرستان خود داشت. او در چندین فعالیت فوق برنامه، از جمله دبیری باشگاه تنیس، هنرهای نمایشی که در آن نقش ارل کنت را در نمایشنامه شاه لیر بازی کرد، و باشگاه مناظره شرکت کرد. او همچنین عضو کتابخانه و کمیته اتحادیه مدرسه بود. گرترود الس در سال ۱۸۹۱ برای تحصیل در رشته علوم طبیعی به کالج نیونهام دانشگاه کمبریج رفت و در کلاف هال اقامت گزید. در آنجا، او با سه دانش‌آموز دیگر آشنا شد: اتل اسکیت، مارگارت کراسفیلد، و اتل وود، که در طول زندگی حرفه‌ای خود با آنها همکاری داشت. بر اساس آرشیو دیجیتال دبیرستان ویمبلدون در سال ۱۸۹۳ الز دبیر انجمن علوم طبیعی و عضو کمیته باشگاه هاکی بود. الز در ادامه دوره خود در کمبریج، رئیس انجمن علوم طبیعی، نایب رئیس باشگاه تنیس، رهبر باشگاه سدویک، ستوان آتش‌نشانی کلاف هال و عضوی از باشگاه دوندگان بود.

## مرگ
در ۳۵ سال آخر زندگی الز به‌طور فزاینده ای ناشنوا شده بود. او به اسکاتلند بازگشت، جایی که نهایتاً در سال ۱۹۶۰ در سن ۸۸ سالگی درگذشت.